# Йешили
Йешили (на турски: Yeşilli; на кюрдски: Rişmil‎) е град, център на община и административен център на околия Йешили, във вилает Мардин, разположен в Турски Кюрдистан, югоизточна Турция. Според оценки на Статистическия институт на Турция към 31 декември 2018 г. населението на града е 11 508 души.

## Население
Численост на населението според оценки на Статистическия институт на Турция през годините, към 31 декември:
- 14 556 души (2009)
- 13 108 души (2013)
- 11 508 души (2018)